# Lukas Foss
Lukas Foss, właśc. Lukas Fuchs (ur. 15 sierpnia 1922 w Berlinie, zm. 1 lutego 2009 w Nowym Jorku) – amerykański kompozytor, dyrygent, pianista i pedagog muzyczny żydowskiego pochodzenia. Przedstawiciel wielu nurtów stylistycznych, od serializmu i muzyki elektronicznej do minimalizmu i improwizacji.
Choć na tle współczesnej muzyki europejskiej twórczość kompozytorska Fossa jest odbierana jako dość konwencjonalna, na gruncie amerykańskim cieszy się dużą popularnością i uznaniem. Jest tak za sprawą jego żywiołowej ekspresji, biegłości technicznej rzemiosła kompozytorskiego, wirtuozowskich pierwiastków w utworach fortepianowych, a także przewrotnego zaprawiania muzyki barokowej i klasycystycznej modernizmem, a modernizmu – amerykańskim folklorem. Brytyjski muzykolog Wilfred Mellers określił twórczość Fossa mianem „kieszonkowej historii muzyki amerykańskiej XX wieku”.

## Życiorys
Urodził się jako Lukas Fuchs, w rodzinie żydowskiej. Jego ojcem był filozof i uczony Martin Foss (1889–1968), matką – Hilde (z domu Schindler), artystka malarka. Brat Lukasa, starszy od niego o 2 lata Oliver (1920–2002), również został artystą malarzem. Lukas, uznany za cudowne dziecko, swoją edukację muzyczną zaczął już w wieku 6 lat. 

### Wykształcenie
Jego pierwszym nauczycielem gry na fortepianie i teorii muzyki był Julius Goldstein-Herford. W 1933, gdy naziści doszli w Niemczech do władzy, rodzina Fuchsów wyjechała do Paryża. Tam młody Lukas przez 4 lata studiował w konserwatorium paryskim u Lazare’a Lévy’ego (fortepian), Louisa Moyse’a (flet), Noëla Gallona (kompozycję) i Feliksa Wolfesa (orkiestrację). W 1937 wraz z rodziną wyemigrował do Stanów Zjednoczonych. 15-letni Lukas Foss został przyjęty na studia w prestiżowym Curtis Institute of Music w Filadelfii. Jego głównymi nauczycielami byli: pianistka Isabelle Vengerov, dyrygent Fritz Reiner oraz kompozytorzy Rosario Scalero i Randall Thompson. Studia te ukończył z wyróżnieniem, po czym kontynuował naukę dyrygentury u Siergieja Kusewickiego w Berkshire Music Center w Tanglewood oraz kompozycji u Paula Hindemitha w Tanglewood i na Uniwersytecie Yale. W latach 1944–1950 współpracował z Bostońską Orkiestrą Symfoniczną jako pianista koncertujący. Następne trzy lata spędził w Rzymie jako stypendysta American Academy (Rome Prize) i Fundacji Fulbrighta (Fulbright Fellowship).

### Działalność pedagogiczna
Po powrocie do kraju w 1953 objął, po Arnoldzie Schönbergu, katedrę kompozycji i dyrygentury na Uniwersytecie Kalifornijskim w Los Angeles. Nie był jednak kontynuatorem wielkiego poprzednika. Promował strategię teorii gier w kompozycjach oraz kontrolowaną improwizację, uwalniającą od „tyranii zapisu nutowego”. W 1957, wprowadzając swoje idee w czyn, założył Improvisation Chamber Ensamble, dający studentom możliwość eksperymentowania zarówno z jego kompozycjami, jak i z muzyką innych twórców. Koncepcje dydaktyczne Fossa oraz sposób ich wdrażania sprawiły, że stał się wielce szanowanym i lubianym pedagogiem. Wykładał w Tanglewood Music Center, był kompozytorem rezydentem na Uniwersytecie Harvarda, w Manhattan School of Music, w Uniwersytecie Carnegiego i Mellonów, Uniwersytecie Uniwersytet Yale i Uniwersytecie Bostońskim. W 1983 został wybrany na członka Amerykańskiej Akademii Sztuki i Literatury Od 1991 był wykładowcą teorii muzyki i kompozycji w School for the Arts przy Boston University.

## Działalność dyrygencka
- 1971–1990 Brooklyn Philharmonic Symphony Orchestra (dyrektor muzyczny i dyrygent )
- 1972–1976 Jerusalem Symphony Orchestra (dyrygent)
- 1981–1986 Milwaukee Symphony Orchestra (dyrygent)
- 1986–2009 Milwaukee Symphony Orchestra (conductor laureate)
- 1961–1963, 1979–1980, 1987 Ojai Music Festival (dyrektor muzyczny festiwalu)[12]
- Dyrygował także gościnnie: Bostońską Orkiestrą Symfoniczną, Filharmonią Nowojorską, Orkiestrą Filadelfijską, Cleveland Orchestra, Los Angeles Philharmonic, San Francisco Symphony, Tokijską Orkiestrą Symfoniczną, Berliner Philharmoniker, Saint Petersburg Philharmonic Orchestra, London Symphony Orchestra, rzymską Orchestra dell'Accademia Nazionale di Santa Cecilia i in.[13][14]

## Twórczość
Uprawiał niemal wszystkie ważniejsze formy muzyki instrumentalnej i wokalno-instrumentalnej, poczynając od dużych utworów orkiestrowych (koncerty, symfonie), poprzez utwory kameralne i solowe, a na scenicznych (opery, balety) i chóralnych kończąc.
W ujęciu stylistycznym twórczość Fossa można podzielić na trzy okresy:
- wczesny okres neoklasycystyczny (1937–1956), który był tonalny i eklektyczny, z płynnym przemieszczaniem się stylów,  często inspirowany elementami amerykańskiej muzyki popularnej
- środkowy okres eksperymentalny, zwany też awangardowym (1956–1980), będący poszukiwaniem nowych środków wyrazu – poprzez serializm, minimalizm, aleatoryzm, mikrotonowość – a także fascynacją chaosem i muzyczną dekonstrukcją
- późny okres,  łączący doświadczenia obu wcześniejszych okresów (1980–2009), który był powrotem do tonalnego, łagodniejszego stylu neoklasycystycznego, co nie oznaczało zaniechania dalszego poszukiwania nowych wyrazów artystycznych.

## Wybrane kompozycje
- The Prairie (1943), kantata na 4 głosy solowe, chór  i orkiestrę
- Gift of the Magi (1944), balet
- Song of Songs (1946), na sopran lub mezzosopran i  orkiestrę
- Recordare (1948), elegia na śmierć Gandhiego
- The Jumping Frog of Calaveras County (1949), opera komiczna
- Preludium D-dur (1949), na fortepian
- II Koncert fortepianowy (1951)
- Griffelkin (1953-55), opera baśniowa w 3 aktach
- Introductions and Good-Byes (1959-60), 9–minutowa opera komiczna
- Time Cycle (1960), na sopran i orkiestrę
- Baroque Variations (1960) na orkiestrę
- Echoi (1961-1963), na klarnet, wiolonczelę, perkusję i fortepian
- Koncert wiolonczelowy (1966)
- Paradigm (1968), na elektryczną gitarę, perkusję i 3 inne instrumenty
- Geod (1969), dla dyrygenta głównego i 4 subdyrygentów, chóru i 4 grup orkiestry
- Koncert na perkusje i orkiestrę (1974)
- III Kwartet smyczkowy (1975)
- Thirteen Ways of Looking at a Blackbird (1978), na sopran i zespół kameralny
- Night Music for John Lennon (1980-1981)
- For Lenny (Variation on NY, NY) (1988)
- Renaissance Concerto (1985), na flet i orkiestrę
- Tashi (1986), na klarnet, fortepian i kwartet smyczkowy
- Elegy for Anne Frank (1989)
- Koncert fortepianowy na lewą rękę (1993)
- IV Symfonia „Window to the Past” (1995), na orkiestrę
- V Kwartet smyczkowy (2000)

## Ważniejsze nagrody
- W 1944, mając 22 lata, został laureatem New York Critics Circle Award za kantatę Prairie, której premierowe nowojorskie wykonanie pod dyrekcją Roberta Show, miało miejsce w Collegiate Chorale[17].
- W 1945 został najmłodszym w historii kompozytorem, który otrzymał nagrodę Guggenheima (Guggenheim Fellowship).
- W latach 1950–52 studiował w Rzymie po otrzymaniu grantu Fulbrighta (1950–52) oraz nagrody (stypendium) Rome Prize[c] ufundowanej przez prestiżową American Academy w Rzymie.
- W 1954 ponownie został laureatem New York Critics Circle Award za II koncert fortepianowy.
- W 1961 po raz trzeci otrzymał New York Critics Circle Award, tym razem za Time Cycle na sopran i orkiestrę; premiera miała miejsce w Filharmonii Nowojorskiej pod dyrekcją Leonarda Bernsteina.
- W maju 2000 został uhonorowany złotym medalem Amerykańskiej Akademii Sztuki i Literatury za całokształt pracy artystycznej.
- Laureat 7 tytułów doctora honoris causa[9]

## Życie prywatne
Żoną Lukasa Fossa była Cornelia Brendel, urodzona w Berlinie amerykańska artystka malarka, córka historyków sztuki Otto Brendela i Marii Weigert Brendel. Para poznała się w 1949 w American Academy w Rzymie i pobrała w 1951. Mieli dwoje dzieci: filmowca dokumentalistę Christophera Brendela Fossa oraz aktorkę Elizę Foss. Lukas i Cornelia byli w separacji przez prawie 5 lat (1968–1972), kiedy to Cornelia była w związku z kanadyjskim pianistą Glennem Gouldem i wraz z dziećmi mieszkała w Toronto. Ostatecznie wróciła do męża. W 2009 powstał pełnometrażowy film dokumentalny Życie wewnętrzne Glenna Goulda, którego spora część poświęcona jest temu związkowi. W filmie wystąpili m.in. Cornelia, Christopher i Eliza Fossowie.
Lukas Foss zmarł w otoczeniu rodziny, w swoim domu na Manhattanie, 1 lutego 2009, w wieku 86 lat. Nie podano bezpośredniej przyczyny śmierci, ale wiadomo, że od lat cierpiał na chorobę Parkinsona.